# Laughlin (Nevada)
Laughlin è un census-designated place (CDP) degli Stati Uniti, situato nella Contea di Clark nello stato del Nevada. Nel censimento del 2000 la popolazione era di 7.076 abitanti. Sorge lungo il fiume Colorado, il quale la separa da Bullhead City, in Arizona. Laughlin prende il nome da Don Laughlin un nativo che nel 1964 costruì quello che poi sarebbe diventato il Riverside Resort, offrendo pasti in formula "a volontà" a poco meno di un dollaro, slot machines e tavoli da gioco, diventando nel tempo il terzo più visitato casinò della zona.
Nell'aprile 2002 una rissa fra due gang rivali provenienti dalla California ebbe luogo nelle cittadina dove combatterono poco meno di 100 affiliati alle bande provocando morti e feriti.

## Geografia fisica
Secondo i rilevamenti dell'United States Census Bureau, la località di Laughlin si estende su una superficie di 231,8 km², dei quali 228,2 km² sono occupati da terre, e 3,6 km² dalle acque.

## Popolazione
Secondo il censimento del 2000, a Laughlin vivevano 7 076 persone, ed erano presenti 1.995 gruppi familiari. La densità di popolazione era di 37 ab./km². Nel territorio comunale si trovavano 4 127 unità edificate. Per quanto riguarda la composizione etnica degli abitanti, l'89,06% era bianco, il 2,81% era afroamericano, lo 0,62% era nativo, il 2,29% era asiatico e lo 0,18% proveniva dall'Oceano Pacifico. Il 2,74% della popolazione apparteneva ad altre razze e il 2,29% a più di una. La popolazione di ogni razza ispanica corrispondeva al 10,56% degli abitanti.
Per quanto riguarda la suddivisione della popolazione in fasce d'età, il 18,3% era al di sotto dei 18, il 6,1% fra i 18 e i 24, il 23,3% fra i 25 e i 44, il 33,6% fra i 45 e i 64, mentre infine il 18,6% era al di sopra dei 65 anni di età. L'età media della popolazione era di 46 anni. Per ogni 100 donne residenti vivevano 97,7 maschi.